# Kallima cyanagyrus
Kallima cyanagyrus är en fjärilsart som beskrevs av Hans Fruhstorfer 1912. Kallima cyanagyrus ingår i släktet Kallima och familjen praktfjärilar. Inga underarter finns listade i Catalogue of Life.